# Gaston Thiébaut

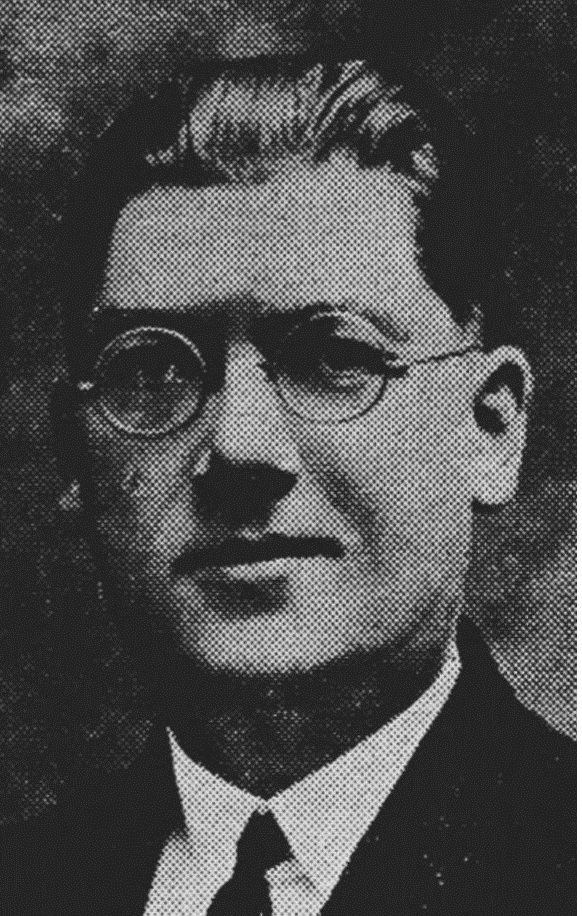
Gaston Thiébaut

Gaston Marie Léon Thiébaut (* 11. April 1898 in Samogneux; † 17. September 1982 in Bar-le-Duc) war ein französischer Politiker der Parti républicain, radical et radical-socialiste. Er war von 1934 bis 1940 Mitglied der französischen Abgeordnetenkammer sowie 1935–1941 und 1944–1947 Bürgermeister von Verdun. Nach der Kapitulation Frankreichs im Zweiten Weltkrieg stimmte er im Juli 1940 in der Nationalversammlung gegen die erweiterten Vollmachten für Philippe Pétain.

## Leben
Gaston Thiébaut, Sohn eines Landwirts, arbeitete zunächst als Buchhalter. Während des Ersten Weltkriegs näherte er sich zunächst den Sozialisten an. 1922 wurde er Mitglied der Kommunistischen Partei, die er aber sechs Monate später wieder verließ. Er zog nach Aisne, wo er republikanisch-sozialistische Aktivisten kennenlernte und 1924 in ihre Partei eintrat.
Bei den Parlamentswahlen von 1932 unterlag er Victor Schleiter. Nach dessen Tod 1933 gewann Thiébaut die Nachwahl. Im Oktober 1934 wurde er auf einer antifaschistischen, republikanischen, laizistischen und sozialreformerischen Liste zum Generalrat und im März 1935 zum Bürgermeister von Verdun gewählt.
Er gehört dem Ausschuss für befreite Regionen, dem Ausschuss für Arbeit sowie dem Ausschuss für Handel und Industrie an. Nachdem er 1936 im ersten Wahlgang wiedergewählt wurde, ohne direkt unter dem Bündnis der Volksfront zu kandidieren, trat er dem Ausschuss für Schöne Künste, dem Ausschuss für Elsass-Lothringen und dem Ausschuss für die Armee bei. 1938 war er Berichterstatter für die allgemeine Politik auf dem Kongress, den die Radikale Partei in Marseille abhielt, um die republikanischen Parteien zu vereinen und gehörte einer parlamentarischen Mission ins republikanische Spanien an. Seine Sicht des Konflikts sowie die Lektüre von Hitlers Mein Kampf veranlassten ihn, sich stärker für den Antifaschismus zu engagieren. Er interessierte sich insbesondere für das Schicksal der spanischen Flüchtlinge und besuchte die Lager in Argelès und Saint-Cyprien.
Am 10. Juli 1940 war Gaston Thiébaut einer der 80 Parlamentarier, die gegen die Vollmachten für Philippe Pétain stimmten. Daraufhin wurde ihm die Rückkehr in die besetzte Zone untersagt und er wurde im März 1941 seines Amtes als Bürgermeister enthoben. Er blieb daraufhin in Le Blanc im Département Indre, wo er eine Druckerei betrieb, die Widerstandszeitung La Marseillaise du Berry herausgab und für kurze Zeit dem Befreiungskomitee des Départements Indre angehörte. Nach der Befreiung von Verdun am 31. August wurde er wieder als Bürgermeister eingesetzt und Mitglied des Comité de Libération de la Meuse.
Er war Vertreter in der Assemblée consultative provisoire (Provisorische beratende Versammlung) in Paris. 1945 wurde er erneut zum Bürgermeister von Verdun und im Oktober zum Generalrat gewählt.
Er kandidierte auch (erfolglos) für die Assemblée constituante de 1945 (Verfassungsgebende Versammlung) auf der Liste der Union républicaine et patriotique, die von Louis Jacquinot angeführt wurde. Bei der Wahl zur Assemblée constituante de 1946 (zweite verfassungsgebende Versammlung) kandidierte er auf der Liste des Rassemblement des gauches républicaines, wurde aber nicht gewählt. Auch bei der Wahl zum Conseil de la République (Rat der Republik) im Dezember scheiterte er.
Er wurde zum Direktor der Caisse départementale des incendiés de la Meuse ernannt und legte deshalb seine Mandate wegen Unvereinbarkeit nieder, blieb aber Vorsitzender der Fédération radical-socialiste de la Meuse. Bei den Senatswahlen 1965 kandidierte er erfolglos.

## Ehrungen
Die Nationalversammlung verlieh ihm die Ehrenmitgliedschaft des Parlaments. In Bar-le-Duc ist eine Grundschule nach ihm benannt. Gaston Thiébaut wurde auf dem Friedhof von Samogneux beigesetzt. Diese Gemeinde ehrte ihn, indem sie eine Straße und einen Platz nach ihm benannte.